# Ле Во, Жан-Жак
Жан-Жак Андре Ле Во, или Жан-Жак Лево (фр. Jean-Jacques André Le Veau; 9 января 1729, Руан — апрель 1786, Париж) — французский рисовальщик и гравёр.

## Биография
Жан-Жак Андре Ле Во родился в Руане в семье Жан-Жака Ле Во, «бедного сапожника» (pauvre cordonnier), и Мари-Марты Катлен. Появившись на свет «тяжёлым бременем для своих несчастных отца и матери», и имея здоровье, «подверженное жестоким недугам, слабое и болезненное телосложение», совсем маленький ребенок был отдан на попечение монахинь милосердия в приюте Мадлен (улица Шанж, к югу от Руанского собора).
Способности мальчика к рисованию раскрылись быстро и около 1746 года он стал учеником Жана-Батиста Декана в свободной школе рисования Руана, а в 1748 году был отдан в ученичество к гравёру по серебру по имени Кувель, у которого он научился обработке металла резцом. В это же время Жан-Жак Ле Во, благодаря связям Декана, получил возможность стать платным учителем рисования для молодых руанских девушек из «хороших семей».
Под руководством Декана он создал свои первые репродукционные гравюры (портреты по оригиналам Герарда Эделинка, в том числе портрет Филиппа де Шампаня). В 1750 году Бесплатная рисовальная школа присудила ему премию как хорошему копиисту.
Опираясь на финансовую поддержку своей благодарной ученицы Мари-Франсуазы Роллан (1729—1756) и её мужа Антуана Ле Кутель де Верклива (1722—1810), олдермена и будущего мэра Руана, Жан-Жак Ле Во отправился в Париж, где стал одним из учеников Жака-Филиппа Леба. По истечении четырёх лет ученичества Леба предложил ему, одному из лучших учеников, как и до него Ноэлю Ле Миру, остаться в его мастерской на неопределенный срок.
Помощь, оказанная Ле Миру в подготовке иллюстраций для «Метаморфоз» Овидия, дала Ле Во возможность публиковать собственные гравюры.
В 1775 году Жан-Жак Ле Во был принят в Академию наук, изящной словесности и искусств Руана. Жан-Жак Ле Во скончался в возрасте пятидесяти семи лет, «изнурённый усталостью». В переписке его друга Шарля-Николя Кошена Младшего имеется письмо, адресованное 6 мая 1786 года Жану-Батисту Декану: «Вы знаете, что бедный Ле Во умер и оставил жену в затруднительном положении и, возможно, обременённую детьми».
Всё указывает на то, что Жан-Жак Ле Во был похоронен в братской могиле своего прихода, в церкви Сен-Бенуа-ле-Бетурне, его останки были перенесены в катакомбы после сноса церкви в 1831 году.

## Галерея

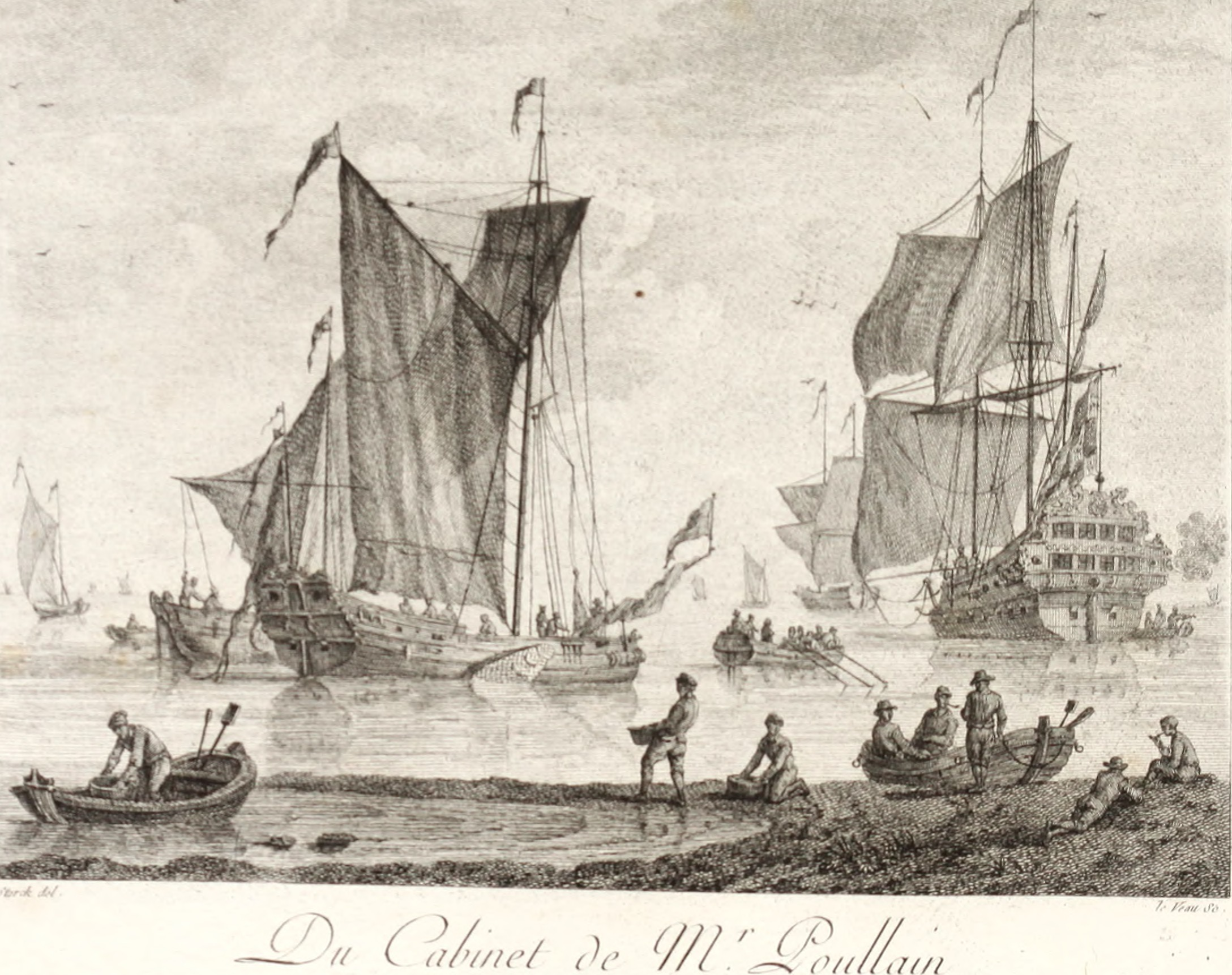
Корабли у берега в штиль. Офорт по картине А. Сторка
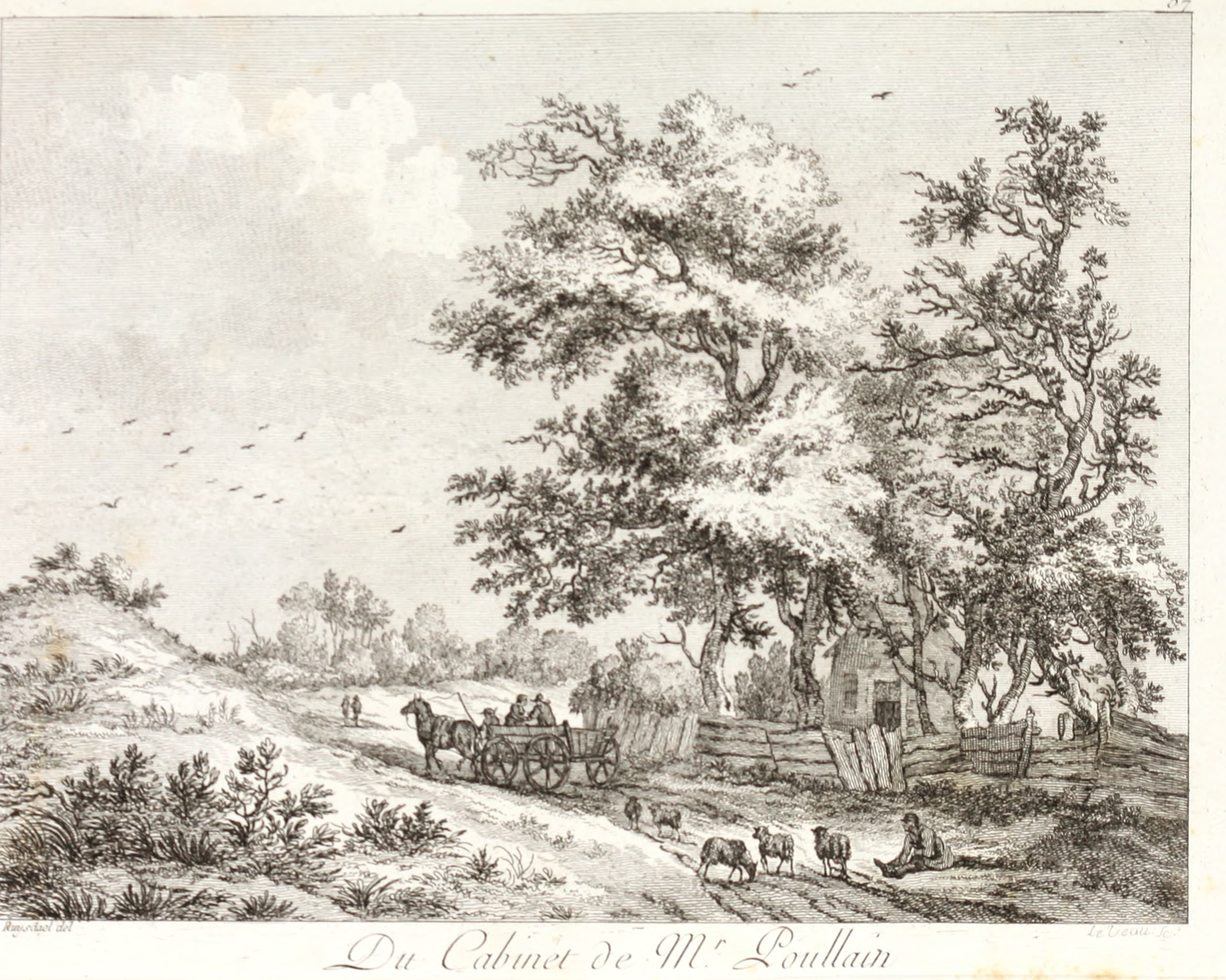
Фламандская повозка на дороге. По картине Я. ван Рёйсдала. 1781. Офорт
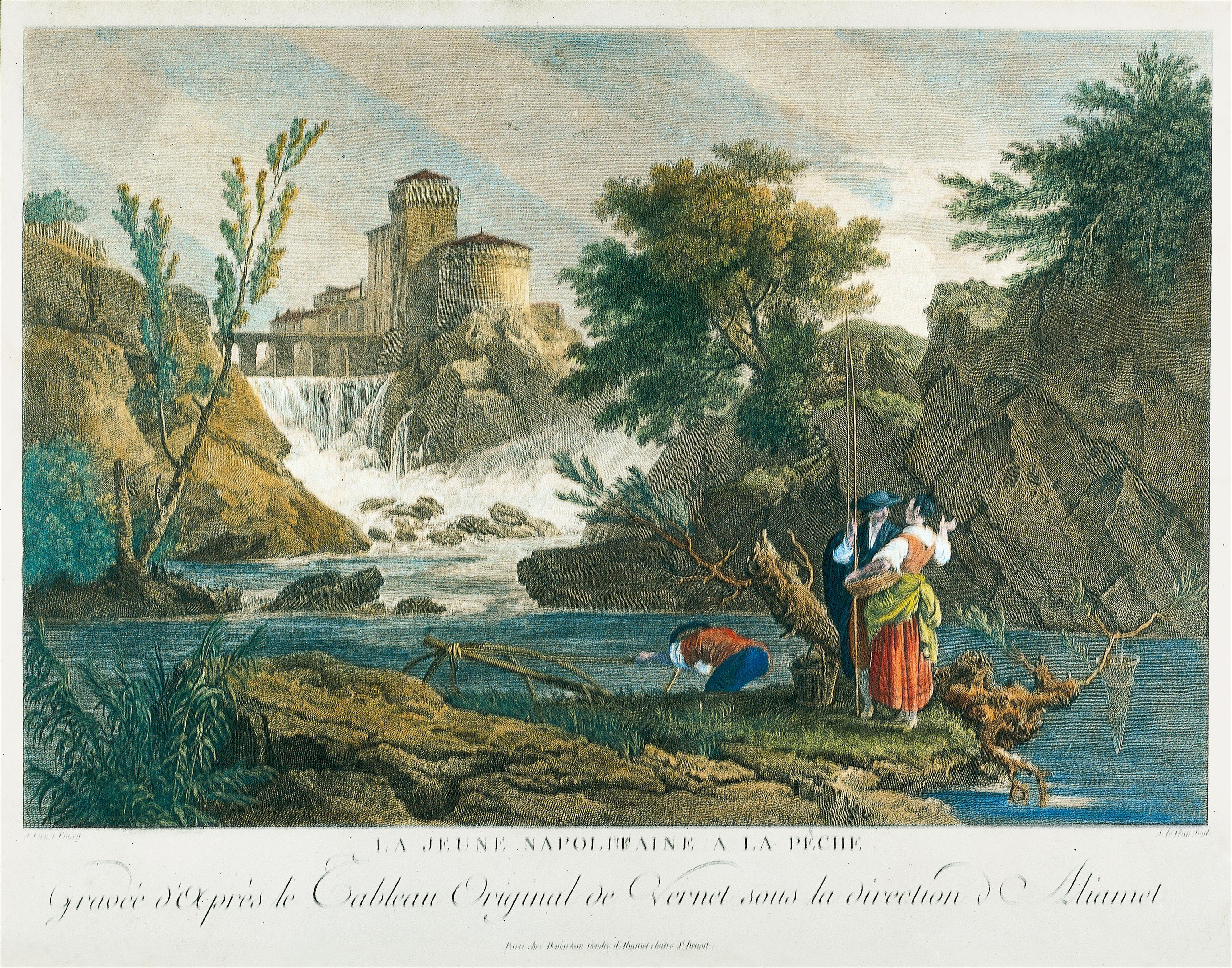
Молодая неаполитанка ловит рыбу. По оригиналу К. Ж. Верне. Ок. 1770. Раскрашенный офорт
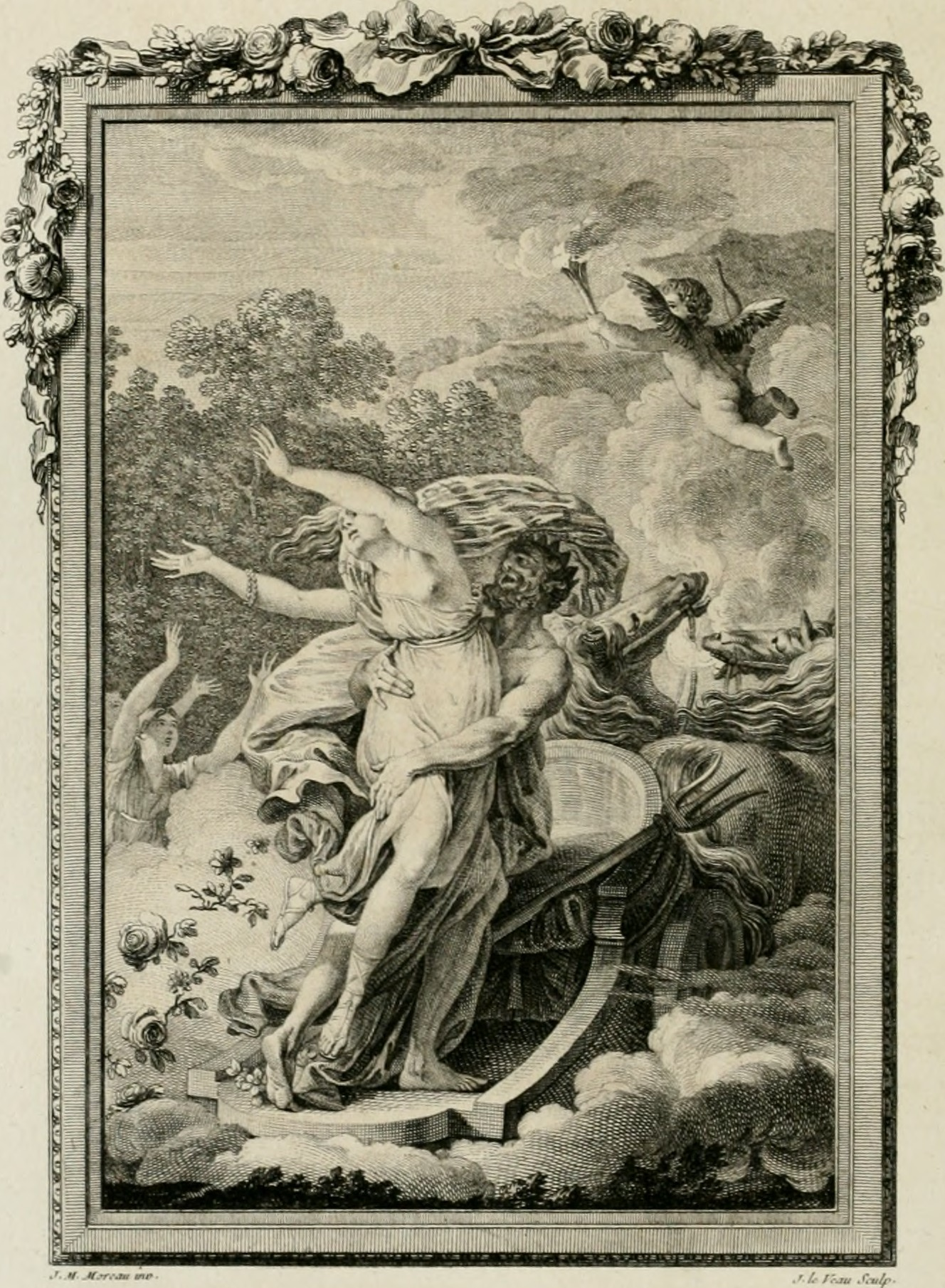
Овидий. Метаморфозы. 1767. Офорт
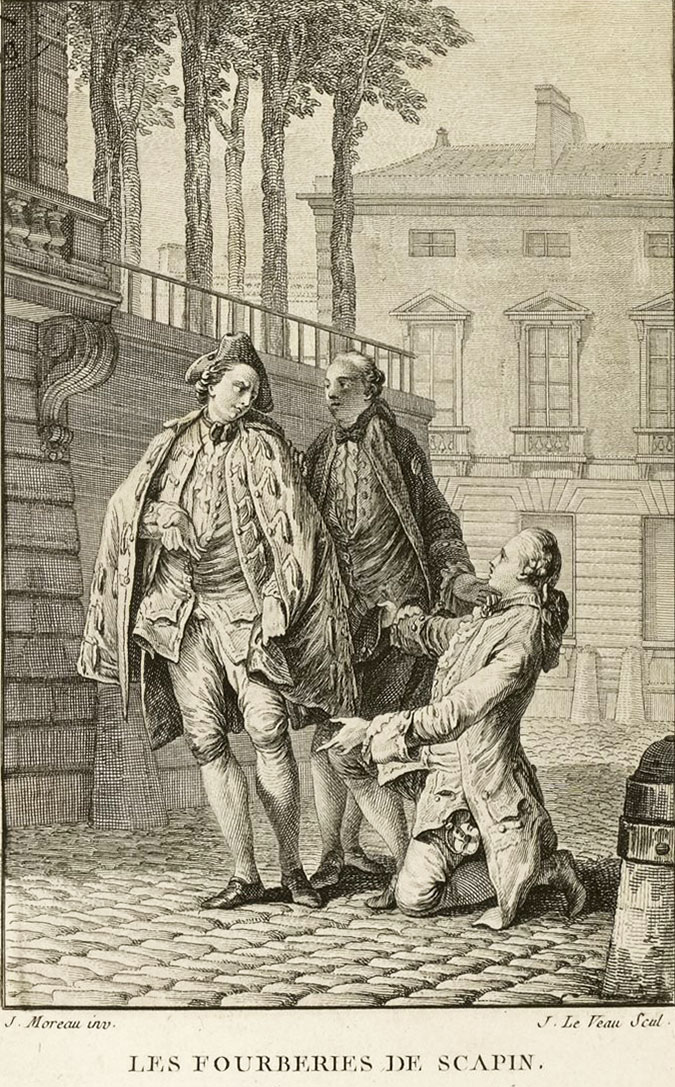
Мольер. Проделки Скапена. 1773. По оригиналу Ж.-М. Моро. Офорт
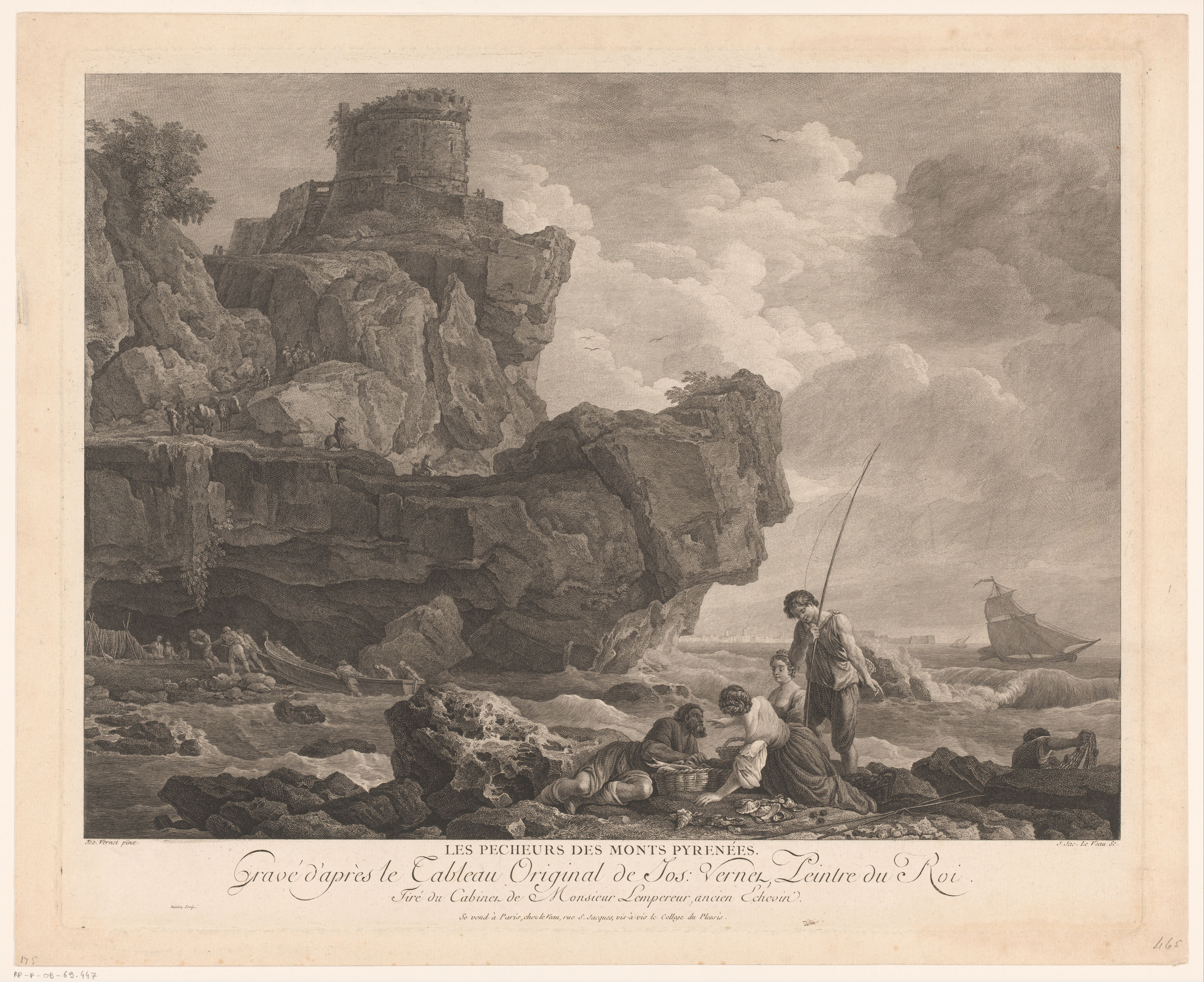
Рыбаки на скалистом берегу. По картине К. Ж. Верне. Офорт